# ニイーレー・アンドラーシュ
ニイーレー・アンドラーシュ(Nyírő András、1959年6月28日 - )とは、ハンガリーの歴史家、社会学者、起業家、専門家、エンジニアである。インターネットポータルの一つである、Index.huの設立者である。

## 生涯
父親は文学史家のNyírő Lajos。
1989年に歴史社会学者としてエトヴェシュ・ロラーンド大学を卒業し、 同時に彼の著書『 Ségédknöv a Pólitikai Bítószázázás』が出版された。
その後ブダペスト工科経済大学で博士号を取得した。
1991年からグルノーブル政治学院で政治学を学ぶ。
同じく1991年にエルデイ・フェレンツ賞を受賞する。
その後ハンガリーに戻ってマルチメディアCDの制作に取り組む。
これらは、1993年に「アウラ・コニフキアド(Aula Könyvkiadó)」によって出版され、ハンガリー初のマルチメディアCDとなった。
同じく1993年に季刊マルチメディア雑誌の「ABCD」の制作を開始した。
1995年に、最初のインターネット新聞「インターネット(INteRNeTto)」がIDGハンガリーKft.によって発行され、アンドラーシュはその編集長を務めた。
そして、アンドラーシュをリーダーとして、1995年にIndex.huを、Internetto.huとして設立した。
2000 年からは、Westel Mobil Távközlési Rt. に勤務し、モバイルインターネットコンテンツの開発に生涯を捧げた。
2004 年に、ヨブ記の概念を開発した専門家グループのメンバーとなる。
同年から自身の会社であるニール・コンサルティング・グループの経営に携わるようになる。
そしてハンガリー功労勲章騎士十字章を受賞する。
2005 年に、リンギール新聞の欧州本社はブダペストに電子メディア部門を設立し、ハンガリー、チェコ、スロバキア、ルーマニア、セルビアのモバイル コンテンツ開発を統合した。
アンドラーシュはこの電子メディア部門の所長になる。
2007年にガボール・クラウザール賞を受賞する。

## 参考
ハンガリー
Index.hu(Wikipedia)」